# فرودگاه کوتبوس-درویتس
فرودگاه کوتبوس-درویتس (به انگلیسی: Cottbus-Drewitz Airport) (به زبان بومی: Flugplatz Cottbus-Drewitz) یک فرودگاه غیرنظامی با کد یاتا CBU است که یک باند فرود بتن دارد و طول باند آن ۲۴۸۴ متر است. این فرودگاه در شهر کوتبوس کشور آلمان قرار دارد و در ارتفاع ۸۴ متری از سطح دریا واقع شده‌است.